# Vibili
Vibili o Vibil·li (en llatí Vibilius o Vibillius) va ser un rei dels hermundurs.
Va enderrocar i expulsar dels seus dominis al rei Catualda, al començament del regnat de l'emperador Tiberi, i posteriorment es va unir a Vangió i Sidó, per expulsar dels seus dominis a l'oncle d'aquests, Vanni (Vannius) rei dels sueus, durant el regnat de Claudi.